# Bitwa morska pod Saint Martin de Ré
Bitwa morska pod Saint Martin de Ré – bitwa morska, która rozegrała się 27 października 1622 r. pomiędzy hugenocką flotą La Rochelle pod wodzą Jeana Guitona oraz siłami królewskimi, dowodzonymi przez Charles’a de Guise. Była ona poprzedzona blokadą La Rochelle na przełomie lat 1621 i 1622. Bitwa trwała dwie godziny, podczas których oddano przeszło 20 000 wystrzałów z armat. Starcie pozostało nierozstrzygnięte.